# 飯塚国三郎
飯塚 國三郎（いいづか くにさぶろう、1875年（明治8年）2月13日 - 1958年（昭和33年）7月25日）は、日本の柔道家。段位は講道館柔道十段、大日本武徳会柔道範士。慶應義塾體育會柔道部師範、国際柔道協会会長などを歴任した。

## 経歴
栃木県出身。飯塚茂七郎の二男。
早くより武道を稽古していたが若き日に上京の後、慶應義塾大学、二松學舍で学ぶ傍ら、1891年11月に講道館に入門して柔道を修業する。講道館や慶應義塾において、横山作次郎や山下義韶、嘉納治五郎と共に斯道の発達普及に従事。東京高等師範学校、旧制第二高等学校、第七高等学校造士館の柔道教師を歴任。大日本武徳会において形制定に従事する。
1899年（明治32年）に四段に昇進すると、福岡にある玄洋社の柔道場・明道館に通っていた博多方面の柔道家のための「天真館」開設にあたり、親友の内田良平の招聘により指導者として福岡県に赴任。目黒駅の近くで飯塚道場を開き、更に福岡県立中学修猷館の師範として広田弘毅などを指導。「武術に秀れたものは、闇夜に刀で切り掛ってこられてもよけることができる。」と豪語していた。
1909年（明治39年）の日露戦争後に内田良平の後任として、慶應義塾體育會柔道部師範に就任。以来、1945年（昭和20年）までの38年間母校の師範を務めた。
講道館指南役となり、1928年（昭和3年）8月の講道館の高段者夏期講習会の際に、山下、磯貝、永岡、三船、本田存、金光、岡野と会談し、高専大会の審判規程を講道館の審判規程に合わせるように懇談したが、ついに変更されるに至らなかった。1934年（昭和9年）の昭和天覧試合、皇太子殿下御誕生奉祝記念武道大会にて剣道、銃剣術、柔道の三種目の演武を、磯貝一、田畑昇太郎、永岡秀一、山下義韶、佐村嘉一郎と共に6名で行う。
文部省の体育課が体育局に昇格し、戦時体制・国家総動員体制下における国民の体力強化を重視し、慶應義塾校友会組織の再編によって学校報国団の体育訓練が始まると、報国団体育科名誉師範に就任。その他、立正大学、水産講習所、東京工業大学、東京農業大学などの柔道師範を兼任。
1946年（昭和21年）、最高位の十段に列位した。戦後は、道場「至剛館」を渋谷に開設して門弟の教育に従事した。

## 弟子
- 青木武：1934年全日本選士権（専門成年前期の部）優勝。1954年栃木県柔道連盟2代目会長。
- 阿部英児
- 頭山満
- 羽鳥輝久：1951年全日本選手権3位。
- 渡辺利一郎：猪熊功らを指導。
- 牛島辰熊：1929年昭和天覧試合準優勝。1931年・32年全日本選士権（専門壮年前期の部）優勝。後に木村政彦らを指導。
- 広田弘毅
- 中野正剛

## 親族
- 甥 飯塚茂（衆議院議員、兄茂十郎の長男）[4]

## 評伝
- 『柔道を創った男たち―嘉納治五郎と講道館の青春』 文藝春秋 1990年8月 ISBN 4163445609